# Maurice Bourgès-Maunoury
Maurice Bourgès-Maunoury (19 de agosto de 1914 - 10 de febrero de 1993) fue un político radical francés que se desempeñó como primer ministro de la Cuarta República en 1957. Es famoso por dirigir al gobierno durante la Guerra del Sinaí.
| Predecesor: Jacques Chastellain   | Ministro de Obras Públicas, Transportes y Turismo 1950          | Sucesor: Antoine Pinay         |
| Predecesor: -                     | Ministro de Armamentos 1952                                     | Sucesor: -                     |
| Predecesor: Antoine Pinay         | Ministro de Finanzas 1953                                       | Sucesor: Edgar Faure           |
| Predecesor: Jean-Marie Louvel     | Ministro de Comercio e Industria 1954                           | Sucesor: Henri Ulver           |
| Predecesor: Jacques Chaban-Delmas | Ministro de Obras Públicas, Transportes y Turismo interino 1954 | Sucesor: Jacques Chaban-Delmas |
| Predecesor: Emmanuel Temple       | Ministro de las Fuerzas Armadas 1955                            | Sucesor: Pierre Koenig         |
| Predecesor: François Mitterrand   | Ministro del Interior 1955                                      | Sucesor: Edgar Faure           |
| Predecesor: Pierre Billotte       | Ministro de Defensa Nacional 1956–1957                          | Sucesor: André Morice          |
| Predecesor: Guy Mollet            | Primer ministro de Francia 1957                                 | Sucesor: Félix Gaillard        |
| Predecesor: Jean Gilbert-Jules    | Ministro del Interior 1957–1958                                 | Sucesor: Maurice Faure         |

- Datos: Q380992
- Multimedia: Maurice Bourgès-Maunoury / Q380992